# Annunciazione (Gentile da Fabriano)
L'Annunciazione è un dipinto a tempera e oro su tavola (41x49 cm) di Gentile da Fabriano, databile al 1423-1425 circa e conservata nella Pinacoteca Vaticana.

## Storia
L'opera viene in genere datata al periodo fiorentino dell'artista, poiché copia l'impostazione della venerata Annunciazione nel Santuario della Santissima Annunziata, che la tradizione locale voleva dipinta da un angelo.
Del dipinto esiste una seconda versione, assegnata alla bottega di Gentile, in una collezione privata.

## Descrizione e stile
L'angelo arriva nella camera di Maria passando la porta ad arco che conduce al giardino (l'hortus conclusus), dove si intravede qualche alberello e Dio Padre imberbe, in un nimbo di serafini, che attraverso un rosoncino aperto nella parete invia un raggio di pulviscolo dorato che porta la colomba dello Spirito Santo fino al ventre di Maria, seduta placidamente.
Il fondale è articolato su più piani consecutivi: il primo piano con l'esotico tappeto del Caucaso, il piano della panca su cui Maria ha appoggiato il libro, la parete posteriore della stanza e l'alcova.  La precisa descrizione della stanza ricorda alcune scenette della predella del Polittico Quaratesi, in particolare l'alcova del San Nicola che dona tre palle d'oro alle fanciulle povere. Numerosi sono i dettagli curati che fanno divergere l'attenzione dal soggetto principale, ricompensando un'accurata analisi: il merletto della grondaia, la bifora, la trifora e il secondo rosoncino sulle pareti che sembrano di trina, gli intarsi traforati del pancale, la tenda dischiusa ricamata.